# 31 Batalion Ochrony Pogranicza
Samodzielny Batalion Ochrony Pogranicza nr 31 – samodzielny pododdział Wojsk Ochrony Pogranicza.

## Formowanie i zmiany organizacyjne
Na podstawie rozkazu MON nr 055/org. z 20 marca 1948, na bazie Rzeszowskiego Oddziału WOP nr 8, sformowano 15 Brygadę Ochrony Pogranicza, a 35 komendę odcinka WOP przemianowano na batalion Ochrony Pogranicza nr 31.
Rozkazem Ministra Obrony Narodowej nr 205/Org. z 4 grudnia 1948, z dniem 1 stycznia 1949, Wojska Ochrony Pogranicza podporządkowano Ministerstwu Bezpieczeństwa Publicznego. Zaopatrzenie batalionu przejęła Komenda Wojewódzka Milicji Obywatelskiej.
Z dniem 1 stycznia 1951, na podstawie rozkazu MBP nr 043/org z 3 czerwca 1950, na bazie 15 Brygady Ochrony Pogranicza, sformowano 26 Brygadę Wojsk Ochrony Pogranicza, a 31 batalion Ochrony Pogranicza przemianowano na 262 batalion WOP.

## Struktura organizacyjna
Dyslokacja batalionu przedstawiała się następująco :
- dowództwo batalionu – Przemyśl
- 159 strażnica – Korczowa
- 160 strażnica – Kalników
- 161 strażnica – Medyka
- 162 strażnica – Stanisławczyk
- 163 strażnica – Sierakośce

## Dowódcy batalionu
- mjr Stanisław Pachla (9.05.1949-1.01.1951)